# Júda Alcharizi
Júda ben Salamon Alcharizi (héberül: יהודה בן שלמה אלחריזי), gyakran csak Júda Alcharizi, arab nyelven Jahia bin Szulaiman bin Saul abu Zakaria al-Haridzi al-Jahudi min ahl Tulaitila (arabul: يحيا بن سليمان بن شاؤل أبو زكريا الحريزي اليهودي من أهل طليطلة), (Toledo, 1165 – Aleppó, 1225) középkori zsidó költő, a hispániai úgynevezett újhéber költészet alkotója.
Valószínűleg Granadából származott. Lefordította az arab Al-Hariri (1054–1121) makámáit héber nyelvre. Saját, ötven darabból álló makáma-gyűjteményt is készített Tachkemóni címmel 1218–1220 körül, hogy megmutassa: a héber nyelv is alkalmas a makáma-költészet művelésére. A gyűjteménybe több korábbi versét is beledolgozta. A Tachkemóni hőse a mindenfelé kóborló Chéber kénita, akivel Alcharizi – Héman néven – vándorútra indul gyűjteni a kifogyhatatlanul bizarr, tarka, élces, csípős okoskodásokat. Alcharizi előszeretettel alkalmazza a muziv-stílust, amely a bibliai és talmudi frázisok szövegkörnyezetből való kiforgatását, és olykor a profanizálásig groteszk jelentés hordózóvá tételüket jelenti. Bizonyos esetekben csak egy-egy bibliai szólást ruház fel új jelentéssel, vagy kis rövidítéssel átveszi a kifejezést eredeti bibliai jelentéssel, de van amikor tovább fejleszti a bibliai gondolatot, vagy az szófűzést változtatja meg. Alcharizi célja a komikum elérése volt, azonban nemritkán vallássértő eszközökkel jut el ehhez. A 3. és a 18. makáma irodalomtörténeti szempontból érdekes, mert kritika tárgyává teszi a korabeli és régebbi írókat, költőket. A makámák között elfordul néhány bordal is.

## Magyar nyelvű fordítások
Alcharizi költeményeinek gyűjteménye mindezideig nem rendelkezik magyar nyelvű fordítással. Néhány versét fordították csak le:
- Frisch Ármin: Szemelvények a Biblia utáni zsidó irodalomból, Pallas Irodalmi és Nyomdai Rt., Budapest, 1906 (reprint kiadás: Auktor Könyvkiadó, Budapest, 1993, ISBN 963-7780-24-6, 413 p), 317–318. oldal
- Kecskeméti Ármin: A zsidó irodalom története I–II. Budapest: Izraelita Magyar Irodalmi Társulat. 1908–1909.   → reprint kiadás: Kecskeméti Ármin: A zsidó irodalom története I–II. Budapest: Bethlen Gábor Könyvkiadó. 1994.  ISBN 963-7426-20-5 , I. köt., 310–311. o.
- Kecskeméti Lipót: Zsidó költőkből –  Salamon ibn Gabiról, Juda Halévi, Juda Alcharizi, Athenaeum R. Társulat, Budapest, 1887, 157–203. oldal
- Makai Emil (ford.): Zsidó költők – műfordítások Salamon ibn Gabirol, Juda Halévi, Sámuel Hánágid, Mózes ibn Ezra, Ábrahám ibn Ezra, Chárizi, Manuello verseiből / XI.–XIV. század, Singer és Wolfner Kiadása, Budapest, 1895, 173–179. oldal
- Scheiber Sándor: A feliratoktól a felvilágosodásig – Kétezer év zsidó irodalma (Zsidó irodalomtörténeti olvasmányok), Múlt és Jövő Lap- és Könyvkiadó, Budapest, 1997, ISBN 963 85697 4 3, 192–195. o.